# Sycamore processor

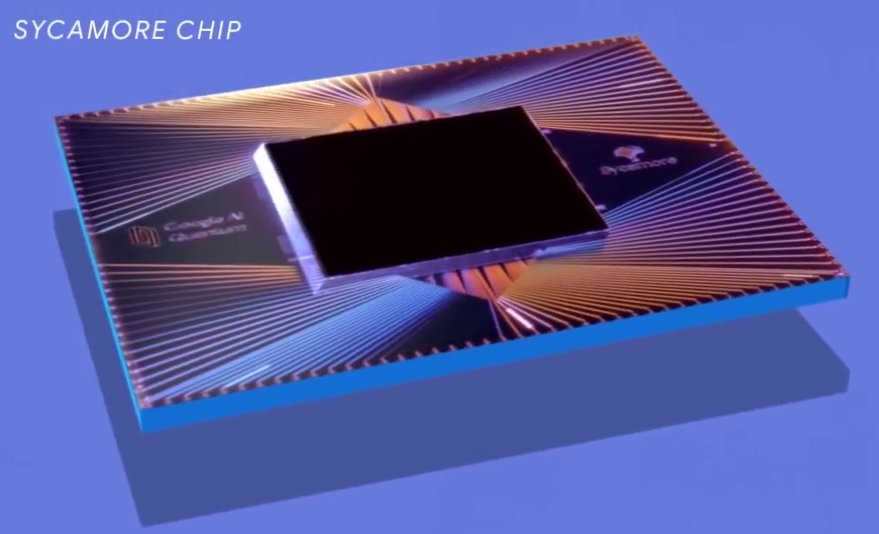
Sycamore processor

Sycamore är en kvantprocessor med 53 qubits skapad av Googles avdelning för artificiell intelligens under 2010-talet.  Forskning och debatt pågår 2022 om kvantdatorns kapacitet relativt dagens superdatorer.